# Асланов, Мартирос Григорьевич
Асланов Мартирос Григорьевич (2 ноября 1897—1977, село Крым, область Войска Донского, Российская империя) — советский филолог, востоковед, кандидат филологических наук (1945), научный сотрудник Института языка и мышления АН СССР (1946—1950), сотрудник посольства СССР в Афганистане (1930—1938), основоположник, совместно с П. Б. Зудиным и К. А. Лебедевым, Московской школы изучения пушту, составил самый полный на сегодняшний день фундаментальный «Афганско-русский словарь» (1966 год), который содержит 50 тыс. слов современного языка пушту.

## Происхождение
Асланов Мартирос родился в селе Крым (ныне Мясниковский район Ростовской области), основанный армянскими переселенцами с Крымского полуострова.

## Биография
Окончил Московский институт востоковедения (1942). Работал переводчиком в посольстве СССР в Афганистане (1930‑1938). В 1939—1942 годах организовал преподавание пушту в Московском институте востоковедения, положив начало как обучению этому языку, так и его изучению. Затем занял должность начальника кафедры Военного института иностранных языков (1942‑1947). После стал научным сотрудником Института языка и мышления АН СССР (1946‑1950), востоковедения (1950‑1958), этнографии (1958‑1977). Составил книгу «Афганско-русский словарь» (1966), который в следующих редакциях стал выходить под названием «Пушту-русский словарь» (1985), так как, со слов издательства, «термин „пушту“ более точен и широко используется в современной лингвистической литературе».
Асланов также является редактором сборников «Индийская филология» (1958), «Языки Индии» (1961), «Бенгальский язык. Вопросы грамматики» (1962, все — в Москве). Опубликовал более 50 работ.

### Список основных научных работ
- «Учебный афгано-русский словарь». — М: МИВ, 1938. — 145 С. — Стеклогр. изд.
- «Учебник пушту. Часть 1. Вводний фонетический курс». — М.: ВИИЯ, 1942. — 132 С. — Стеклогр. изд.
- «Афганская лексикография» // Ученые записки ВИИЯ. — Т.1. — М., 1945. — Вып. 2. — С. 46-51.
- Кандидатская диссертация «Афганский фольклор. (Сказки, песни пословицы)». — М., 1945. — 201 Л.
- «Заимствования из тюркских языков в пушту» // Труды Московского института востоковедения. — Сб. 4. — 1947. — С. 56-66.
- «Афганский фольклор и его изучение в СССР». — М., 1947.
- «Очерки и рассказы афганских писателей 1947—1949 гг.» — М., 1952.
- «Народное движение Рошани и его отражение в афганской литературе XVI—XVII веков» // Советское востоковедение. — М., 1955. — № 5. — С. 121—132.
- «Афганцы» // В кн.: Народы Передней Азии. — М., 1957. — С. 56-106.
- «О формировании афганского национального языка» // В кн.: Этнические процессы и состав населения в странах Передней Азии. — М.-Л., 1963. — С. 3-23.
- «Пуштуны» (совместно с В. И. Кочневым) // В кн.: Народы Южной Азии. — М., 1963. — С. 731—753
- «Афганско-русский словарь (пушту). 50 000 слов». — М.: Советская энциклопедия, 1966. — 994 С.; 2-е изд. 1983.[3]